# Cupa Campionilor Europeni 1985-1986
Cupa Campionilor Europeni 1985-86 este a trezeci și una ediție a celei mai importante competiții intercluburi organizate de UEFA. Trofeul, după finala disputată pe Stadionul Ramón Sánchez Pizjuán din Sevilia, a fost obținut de Steaua București, care s-a impus cu 2-0, după executarea loviturilor de departajare, în fața echipei FC Barcelona.

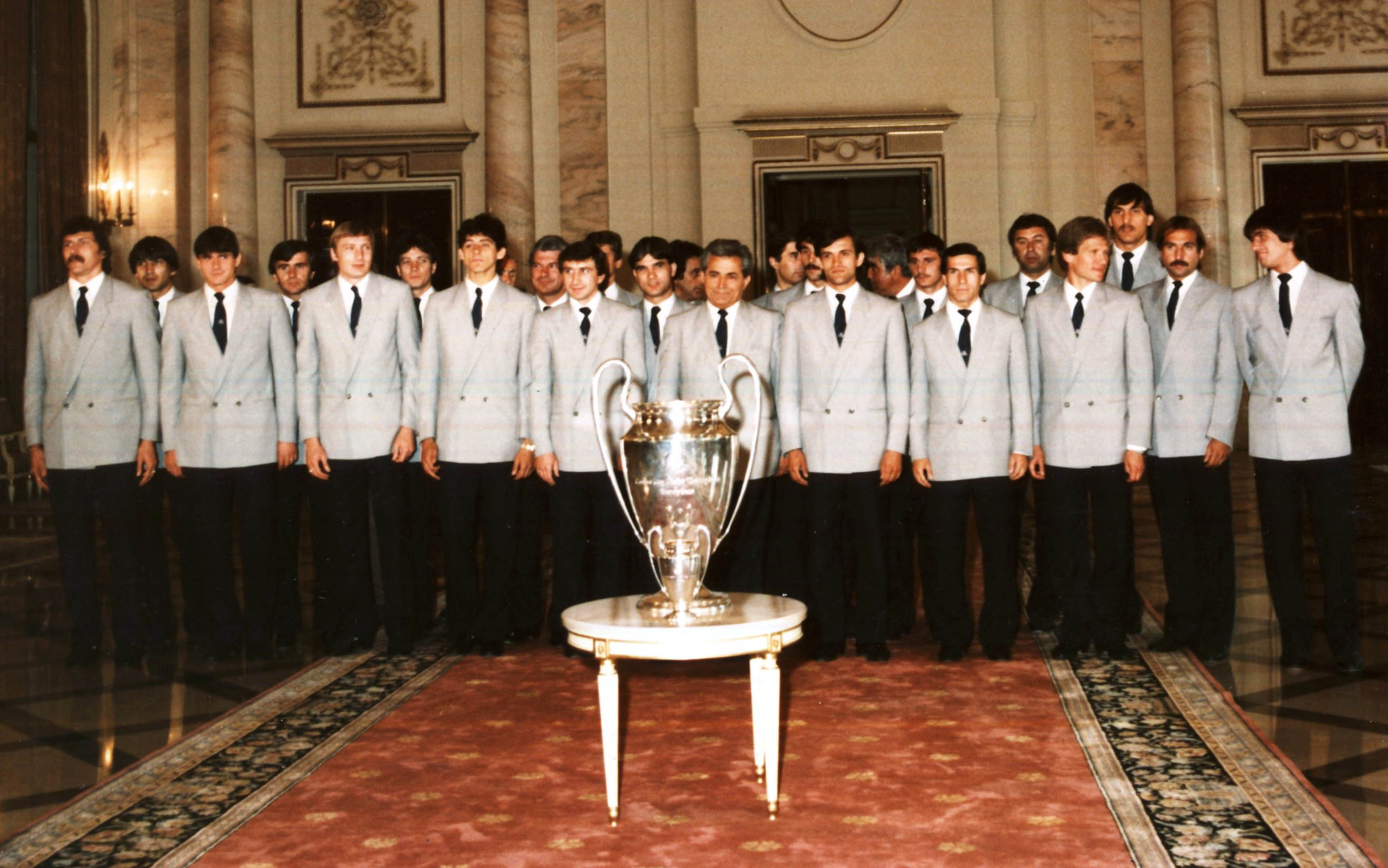
echipa Stelei